# Vatnssker
Vatnssker är en bergstopp i republiken Island. Den ligger i regionen Austurland, 300 km öster om huvudstaden Reykjavík. Toppen på Vatnssker är 650 meter över havet.
Trakten runt Vatnssker är nära nog obefolkad, med mindre än två invånare per kvadratkilometer. Det finns inga samhällen i närheten. Trakten runt Vatnssker består i huvudsak av gräsmarker.